# The Raincoats
The Raincoats est un groupe de post-punk britannique, originaire de Londres, en Angleterre. Majoritairement féminin, le groupe est actif entre 1977 et 1984, puis reformé épisodiquement. Il est une référence pour le mouvement rock féministe, des riot grrrl notamment.

## Biographie

### Première période (1977–1984)
Le groupe est formé par Ana da Silva (chant et guitare) et Gina Birch (voix, basse) alors qu'elles étaient étudiantes à l'école d'arts d'Hornsey, à Londres. Dans la première formation figuraient Ross Crighton à la guitare et Nick Turner à la batterie, pour le tout premier concert du groupe en novembre 1977. Kate Korus, des Slits, puis des Modettes, se joint brièvement au groupe et est remplacée par Jeremie Frank. Nick Turner s'en alla former les Barracudas et Richard Dudanski (ex-101'ers et futur membre de PIL) prit la batterie. Le réalisateur Patrick Keiller remplaça Jeremie Frank à la guitare.
À la fin 1978, les Raincoats deviennent un groupe post-punk entièrement féminin, lorsque Palmolive de The Slits à la batterie, Vicky Aspinall au violon, jouent pour la première fois au Acklam Hall de Londres le 4 janvier 1979. Managé par Shirley O'Loughlin, le groupe effectue sa première tournée anglaise avec le groupe féminin suisse Kleenex, en mai 1979 après que Rough Trade Records ait sorti leur premier simple Fairytale in the Supermarket/ In Love/ Adventures Close to Home.
Palmolive quitte le groupe après leur premier album, l'homonyme The Raincoats,, et Ingrid Weiss les rejoint en 1980, pour l'enregistrement du deuxième album Odyshape, avec la participation de Robert Wyatt, de Charles Hayward de This Heat et de Richard Dudanski,. À New York, en décembre 1982, The Raincoats enregistrent un album live, The Kitchen Tapes, sorti par le label ROIR en 1983.
Le groupe sort finalement l'album Moving en 1984, et commence à travailler sur des projets solo, immédiatement après. Gina Birch et Vicky Aspinall forment Dorothy, et Ana da Silva travaille avec le chorégraphe Gaby Agis, et forme Roseland avec Charles Hayward.

### Retour (depuis 1993)
En mars 1994, la manager Shirley O'Loughlin persuade Ana da Silva et Gina Birch de jouer au Garage à Londres avec Steve Shelley de Sonic Youth à la batterie et Anne Wood au violon pour fêter la ressortie de leurs trois albums, avec des notes de pochette de Kurt Cobain de Nirvana et Kim Gordon de Sonic Youth. Elles enregistrent une session pour John Peel, qui sortira en disque. Ana da Silva et Gina Birch écrivent et enregistrent un nouvel album Looking in the Shadows en 1996, avec Anne Wood à la basse et au violon, Heather Dunn à la batterie et Pete Shelley, ancien des Buzzcocks.
Depuis 1996, The Raincoats jouent pour des occasions spéciales comme le festival Meltdown de Robert Wyatt en 2001, ou pour la sortie de l'album 99 Cents de Chicks on Speed, à Berlin en décembre 2003. Ana da Silva and Gina Birch enregistrent plus tard une version de Monk Chant pour une compilation de reprises de The Monks. Elles jouent à la Ladyfest de Leeds en avril 2007, au festival des Nuits Sonores de Lyon, en France, le 18 mai 2007, au Girl Monster stage avec les Chicks on Speed.
Le groupe est invité par Jeff Mangum de Neutral Milk Hotel à jouer au festival All Tomorrow's Parties en mars 2012. The Raincoats invitent Angel Olsen à collaborer pour un concert spécial 40 ans de Rough Trade à l'Islington Assembly Hall de Londres le 3 novembre 2016. Le 5 octobre 2017, un ouvrage édité par Bloomsbury, intitulé The Raincoats, parle du premier album du groupe.

## Activités en solo
Gina Birch travaille avec Mayo Thompson de Red Crayola en 1981 et 1988, et forme Dorothy avec Vicky Aspinall. Elle forme aussi The Hangovers, qui a sorti un album en 1998 sur Kill Rock Stars.
Ana da Silva travaille avec le danseur Gaby Agis, pour réaliser un album, intitulé The Lighthouse en février 2005, sur le label des Chicks on Speed.

## Discographie

### Albums studio
- 1979 : The Raincoats (Rough Trade) (5e des charts)[12]
- 1981 : Odyshape (Rough Trade) (5e)[12]
- 1984 : Moving (Rough Trade) (5e)[12]
- 1996 : Looking in the Shadows (Rough Trade/Geffen)

### Singles et EP
- 1979 : Fairytale in the Supermarket (7" single) (Rough Trade)
- 1982 : Running Away (7" single) (Rough Trade) (47e)[12]
- 1983 : Animal Rhapsody (12" single) (Rough Trade)
- 1994 : Extended Play (EP) (Blast First/Smells Like)
- 1995 : Don't Be Mean (7"/CD single) (Rough Trade)

### Album live
- 1983 : The Kitchen Tapes (ROIR)

### Compilation
- 1995 : Fairytales (Tim/Kerr)